# Cosby (Wielka Brytania)
Cosby – wieś w Anglii, w hrabstwie Leicestershire. Leży 11 km na południowy zachód od miasta Leicester i 138 km na północny zachód od Londynu.